# طاقچه داش
طاقچه داش یک روستا در ایران است که در استان اردبیل واقع شده‌است. طاقچه داش ۳۰ نفر جمعیت دارد.